# La Vie devant soi (téléfilm)
Pour les articles homonymes, voir La Vie devant soi (homonymie).

La Vie devant soi est un téléfilm français réalisé par Myriam Boyer, diffusé le 22 décembre 2010 sur Arte.
Il s'agit de l'adaptation du roman éponyme de Romain Gary, publié en 1975.

## Fiche technique
- Réalisateur : Myriam Boyer
- Scénario : Myriam Boyer, d'après le roman éponyme de Romain Gary
- Photographie : Bruno Privat
- Son : Gilles Vivier-Boudrier
- Musique : Claude Bolling
- Date de diffusion : 22 décembre 2010 sur Arte
- Durée :96 minutes

## Distribution
- Myriam Boyer : Mme Rosa
- Julien Soster : Momo
- Eddie Rahaingo : Mme Lola
- Jude Butel : Moïse
- Ousseynou Gassama : Banania
- Mathieu Grimbert-Atof : Michel
- Belek : Le Mahoute
- Lola Dewaere : Nadine
- Yves Manela : Docteur Katz